# Sikel

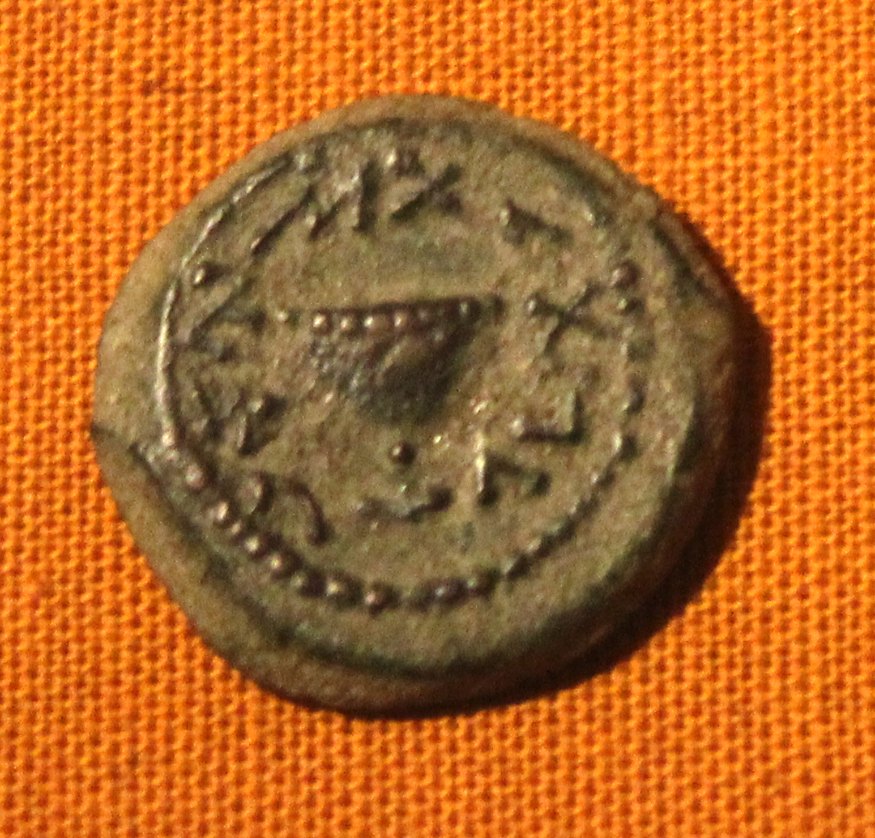
Sikel från tiden för Jerusalems andra tempel.

Sikel (hebr. shekel - valuta i det moderna Israel, gr. siklo's eller siglo's, lat. siclus), "vikt", särskilt för guld och silver hos hebréer (judar), assyrier och babylonier, under antiken, då ännu ädla metaller uppvägdes som penningbetalning, innan präglat mynt hade kommit i bruk. Måttet har gett namn till den moderna israeliska valutan shekel.
Sikelns penningvärde växlade under olika tider, men redan i Moseböckerna syns, att det vid tiden för deras författande var fixerat med underordnade penningvärden, dock svårt, nästan omöjligt att reducera till modernt myntvärde. 
Rätt tidigt gjordes skillnad mellan "guldsikel" och "silversikel"; den senare förhöll sig till den förra ungefär som 1 till 20. Präglade siklar förekom, så vitt man vet, först under makkabéertiden. Sådana finns ännu kvar av silver och koppar från 143 f.Kr. (se Makkabéermynt). På Jesu tid var en silversikel av samma värde som stater eller 2 dubbeldrachmer, d.v.s. som 4 drachmer eller denarer. I Jerusalems helgedom var sikeln (även "halvsikeln" och "kopparsikeln") det gångbara myntet, som tempelbesökare fick växla sig till av de på den yttersta förgården sittande växlarna. 